# Meloe sanaanus
Meloe sanaanus is een keversoort uit de familie van oliekevers (Meloidae). De wetenschappelijke naam van de soort is voor het eerst geldig gepubliceerd in 1938 door Borchmann.